# Ordine della famiglia reale di re Haakon VII
L'Ordine della famiglia reale di re Haakon VII era un ordine conferito come segno di stima personale ai membri femminili della famiglia reale norvegese da parte di re Haakon VII.

## Storia
L'Ordine venne istituito nel 1906 ad un anno di distanza dall'ascesa al trono di re Haakon VII al trono norvegese, dopo la separazione del regno da quello di Svezia. L'ordine terminò di essere concesso con la morte del sovrano norvegese nel 1957.

## Insegne
L'Ordine si presenta come un ritratto di re Haakon VII in vesti ufficiali realizzato su avorio circondato da una cornice in argento, diamanti e rubini.
Il nastro, è quello detto di Sant'Olav, ovvero rosso con una striscia bianca-blu-bianca per parte.

## Elenco degli insigniti
- Maud, regina di Norvegia, moglie di re Haakon VII
- Marta di Svezia, nuora di re Haakon VII
- Ragnhild di Norvegia, nipote di re Haakon VII
- Astrid di Norvegia, nipote di re Haakon VII